# Brettus anchorum
Brettus anchorum är en spindelart som beskrevs av Fred R. Wanless 1979. Brettus anchorum ingår i släktet Brettus och familjen hoppspindlar. Inga underarter finns listade.